# Constancia Mangue
Constancia Mangue Nsue Okomo (sinh ngày 20 tháng 8 năm 1951), còn được gọi là Constancia Mangue de Obiang, là Đệ nhất phu nhân của Guinea Xích đạo. Bà là vợ của Tổng thống Teodoro Obiang Nguema Mbasogo và là mẹ của Phó Tổng thống thứ nhất Teodoro Nguema Obiang Mangue.